# Olivia Stevens
Olivia Lisa Viktoria Stevens Shufer, född 29 augusti 1968 i Sofia församling i Stockholm, är en svensk skådespelare och sångare.

## Biografi
Olivia Stevens är uppvuxen på Södermalm i Stockholm. Hon är utbildad på London Academy of Music and Dramatic Art, Teaterhögskolan i Malmö och The Royal Shakespeare Company i England. Hon började sjunga i ungdomskören på Operan i Stockholm och utvecklade sedan sitt hantverk i New York och London, nämligen som Cecily i The Importance of being Earnest och som Kleopatra i Antonius och Kleopatra. Sedan följde roller som Nastya i Maksim Gorkijs Natthärbärget och Fima i hans Solens barn.
Stevens slog igenom som Anita i Riksteaterns West Side Story och som Sally Bowles i Cabaret på Studioteatern i Malmö, en roll hon fick Svensk Teaterunions pris för. Efter det följde huvudrollen i musikalen Chess och engagemang på Riksteatern, Oscarsteatern, Lisebergsteatern och Elverket i Stockholm.
Stevens arbetade med Ariane Mnouchkine och hennes trupp Théâtre du Soleil i Paris med produktionen Les Atrides. Det inspirerade henne till att skapa soloföreställningen Kabaret Verboten, som spelats på scener i Sverige och på TV.
Till TV- och filmrollerna hör Margot i Skilda världar, Gullan i Hassel – Förgörarna och suffragetten Emmeline Pankhurst i Maj Wechselmanns brittisk-svenska Där våldet slutar börjar kärleken. Långfilmen All Screwed Up (2009), där Stevens har en större roll, premiärvisades på Tribeca Film Festival och den svenska långfilmen Lögner att älska hade svensk premiär 2011. Stevens har också spelat föreställningarna Zarah Leander och Passion på bland annat Berns, Klara Soppteater, Avignonfestivalen och Carnegie Hall i New York, medverkat i program som Allsång på Skansen och radio i Sverige och USA och har även arbetat som fotomodell.

## Teater
- West Side Story, Riksteatern
- The Importance of Being Ernest, Fisher Center, New York
- Solens Barn, Fisher Center', New York
- Natthärbärget, The MacOwan Theatre, London
- Antonius och Kleopatra, The MacOwan Theatre, London
- Cabeza de Vaca, Art’s Threshold, London
- West Side Story, Riksteatern
- Cabaret, Studioteatern, Malmö
- Chess, NRK, TV & Radio, Oslo
- Fattig men Glad, Riksteatern
- Öster om Väster Väster om Öster, Elverket, Stockholm
- My Fair Lady, Oscars Teatern, Stockholm
- Kabaret Verboten, Södra Teatern, Boulevard, The Zipper Theatre, New York, SVT, Sverigeturné
- Bernarda Albas Hus, Teater Alma, Stockholm
- Trollkarlen från Oz, Lisebergs Teatern, Slagthuset
- Zarah Leander, Berns, Klara Soppteater, SVT, Victoria Teatern, Finlandturné, Allsång på Skansen
- Stories of Life, Broadway Baby Bistro, New York
- Pleasure and Peril,  Carnegie Hall, Metropolitan Room och Neue Galerie, New York
- Romance, Klara Soppteater, Berns och på turné
- La Femme Selon Les Suedoises, Teaterfestivalen i Avignon
- PASSION, The Metropolitan Room, New York och Victoriateatern, Malmö
- 1911- It was a Very Fine Year, The Algonquin, New York
- The Return of The Kollektif, The Duplex, New York
- Jacques Brel Returns, The Triad Theatre, New York

## Filmografi
- 1998 – Skilda Världar
- 2000 – Där våldet slutar börjar kärleken
- 2000 – Hassel - Förgörarna
- 2010 – All Screwed Up
- 2012 – Lögner att älska